# オルニトデスムス
オルニトデスムス（Ornithodesmus：「鳥のつながり」の意味）はイングランドのワイト島で発見されたドロマエオサウルス科の小型恐竜の1属で、約1億2500万年前に生息していた。この学名は元々、鳥類のような仙椎（骨盤に繋がる複数の椎骨）に対して命名され、最初は鳥類の物だと考えられたが、続いて翼竜の物だと同定された。より完全な翼竜化石がその後もオルニトデスムス属に分類されたが、近年の詳細な研究によって、最初の仙椎は実際には小型獣脚類、具体的にはドロマエオサウルス科恐竜の物であることが明らかになった。それまでにこの属に分類されてきた全ての翼竜化石はイスティオダクティルスに再命名された。

## 記載
知られているのは数個の椎骨のみなので、オルニトデスムスの外観についてはほとんど判っていない。椎骨の神経棘は癒合して、かすかに弧を描く9.6 cm の仙椎の上で刀身状になっている。神経棘の基部は側面で台状になっており、一連の椎骨の初めの2個にある深い空隙は、気嚢のための空間をもたらしている。
ドロマエオサウルス類としての特徴は明らかなので、それを基におそらく肉食性だったと考えられ、生きていた時にはおよそ1.8 m ほどだったと推測される。ドロマエオサウルス類でおそらくはヴェロキラプトル亜科の物とされる歯が同じ地層から発見されているが、オルニトデスムスの物とするには大きすぎ、むしろ巨大なユタラプトルに近い大きさの獣脚類の物だと考えられている。

## 発見史と分類

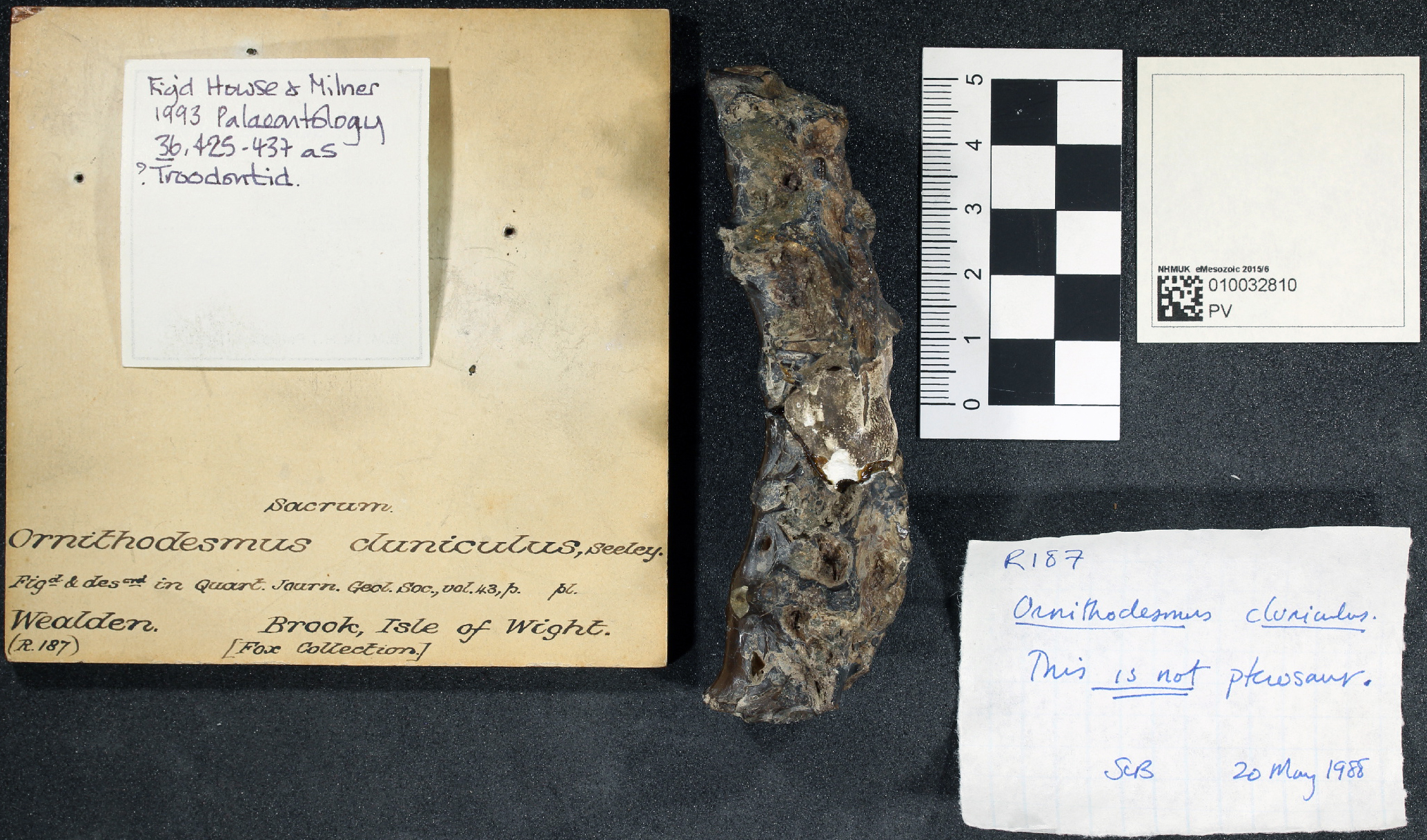
博物館のラベルと共に撮影された現在の模式標本仙椎写真

Ornithodesmus cluniculus は1887年にハリー・G・シーリー (Harry G. Seeley) によって6個の癒合した仙椎を基に初めて記載された。その標本の番号はBMNH R187 で、ウィリアム・フォックス (William Fox) によってBrook湾のWessex累層から発見された物である。シーリーはその骨が原始的な鳥類の物であると考え、ギリシャ語のὄρνις（"ornis"：鳥）とδεσμός（"desmos"：つながり・集まり）から「鳥のつながり」を意味する学名を与えた。種小名の "cluniculus" はラテン語で「小さな尻」を意味し、この標本のサイズから窺える大腿部の小ささに対する命名である。
その年のうちに、John Hulke が（匿名の論文で）この化石は実際には翼竜の物ではないかと述べた。シーリー自身も後に意見を変え、彼が O. cluniculus に近縁だと考える新種翼竜の全身骨格（標本番号BMNH R176）を記載した。彼はその新種に Ornithodesmus latidens と1901年に命名した。今や翼竜であると考えるようになってはいたが、シーリーはまだオルニトデスムスが鳥の祖先に近縁だと見なしており、鳥類と翼竜が近い共通の先祖を持つという（今では認められていない）説を提案した。これに続く1世紀の間、O. latidens はオルニトデスムスの標準的な例として用いられ、断片的な模式標本はほぼ無視された。1913年、レジナルド・W・フーリー (Reginald W. Hooley) は、オルニトデスムスを当時知られていた他の大型翼竜から区別するために新しく科を設立し、オルニトデスムス科と名付けた。
1993年、Stafford C. Howse と Andrew Milner はO. cluniculusの模式標本を再調査し、シーリーが翼竜の種をこの属に充てていたのは間違いだったと決定した。彼らは O. cluniculus を獣脚類恐竜だと同定した。より具体的にはトロオドン科であるとし、これはトロオドン科だと考えられている標本 BMNH R4463 との類似性に基づくものだった。しかし、Peter Makovicky と Mark Norell による後の研究でその標本がドロマエオサウルス科の物であることが明らかになった。この誤同定が明らかになったことで、彼らは同様にオルニトデスムスもドロマエオサウルス科ではないかと述べた。ダレン・ナイシュ等は2001年オルニトデスムスがドロマエオサウルス科であるとの同定に反論し、ケラトサウルス類かコエロフィシス科に近い仲間であるとした。しかし彼等は後に意見を変え、2007年に発表した論文の中でそれまでの研究とオルニトデスムスをドロマエオサウルス科とする分類に同意を示した。2019年の分析ではオルニトデスムスをドロマエオサウルス科の一員とするのではなく、ウネンラギア科 (Unenlagiidae) に位置付けた。
長い間オルニトデスムスの名を冠していたより完全に近い翼竜標本については、2001年に新しい属名イスティオダクティルスが与えられた。